# Anthopleura mariscali
Anthopleura mariscali is een zeeanemonensoort uit de familie Actiniidae.
Anthopleura mariscali is voor het eerst wetenschappelijk beschreven door Daly & Fautin in 2004.